# 東海大楼

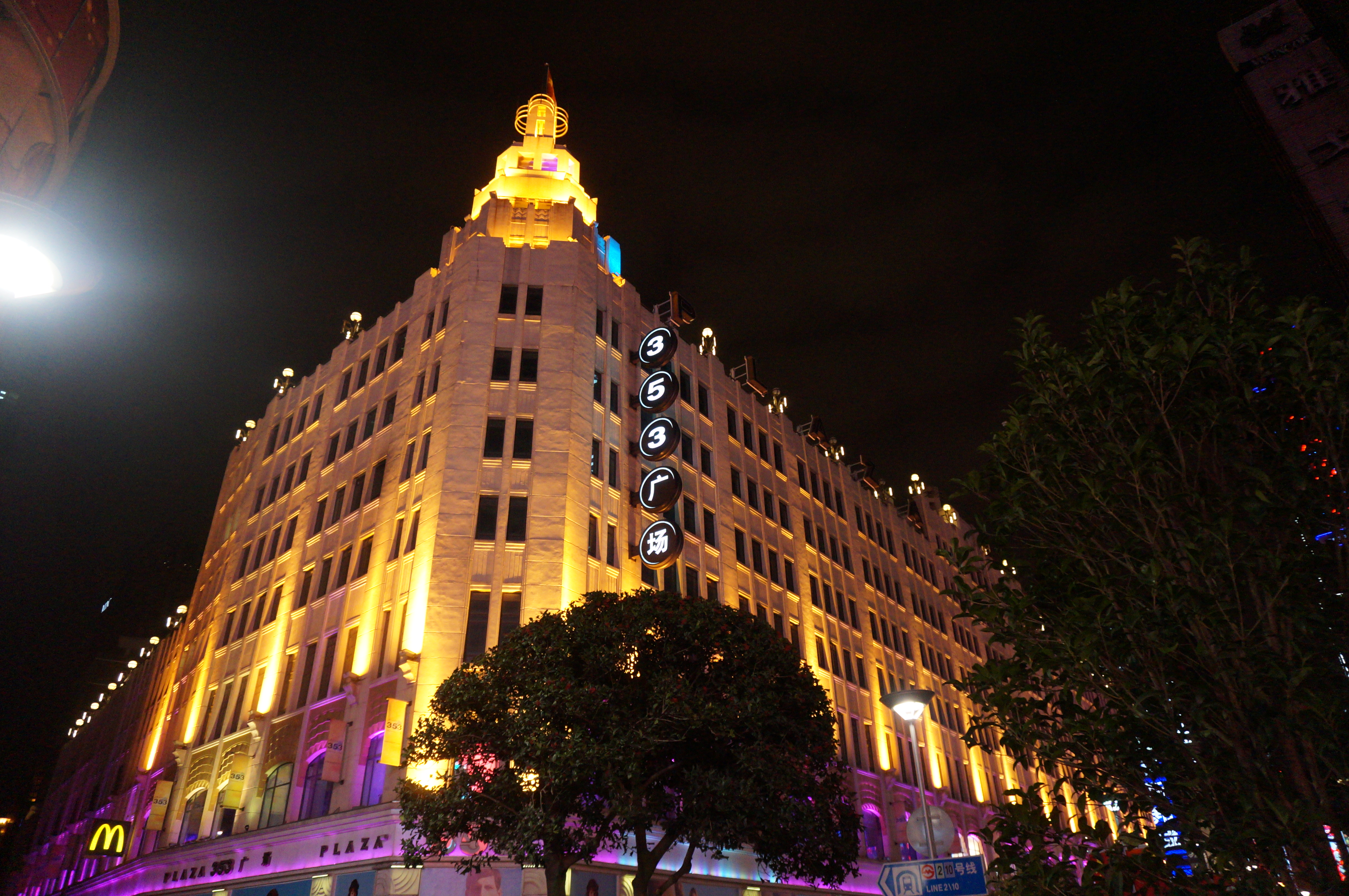
東海大楼

東海大楼は、上海市黄浦区南京東路353号にある建築である。この建物の設計者は庄俊、1931年に工事を開始し、翌年に完成した。1934年に一階分を増築した。1994年、東海大楼は上海市優秀歴史建築に入選した。現在はファッションビルとして利用されている。